# 535 Montague
535 Montague este un asteroid din centura principală, descoperit pe 7 mai 1904, de Raymond Dugan.